# La Florida, Tecolutla
La Florida är en ort i Mexiko.   Den ligger i kommunen Tecolutla och delstaten Veracruz, i den sydöstra delen av landet, 240 km nordost om huvudstaden Mexico City. La Florida ligger 39 meter över havet och antalet invånare är 143.
Terrängen runt La Florida är huvudsakligen platt, men åt sydväst är den kuperad. Runt La Florida är det ganska tätbefolkat, med 179 invånare per kvadratkilometer. Närmaste större samhälle är Papantla de Olarte, 19,8 km väster om La Florida. Omgivningarna runt La Florida är huvudsakligen savann.